# Puerilia psittacoides
Puerilia psittacoides is een hooiwagen uit de familie Cosmetidae.